# Dennis Chembezi
Dennis Chembezi (Zomba, 15 gennaio 1997) è un calciatore malawiano, difensore dell'Al-Qasim e della nazionale malawiana.

## Carriera

### Club
Ha giocato 7 partite nella prima divisione sudafricana con il Polokwane City.

### Nazionale
Debutta con la nazionale malawiana il 10 giugno 2017 in occasione dell'incontro di qualificazione per la Coppa delle nazioni africane 2019 vinto 1-0 contro le Comore.
Nel dicembre 2021 viene incluso nella lista finale dei convocati della Coppa delle nazioni africane 2021.

## Statistiche

### Cronologia presenze e reti in nazionale
| Cronologia completa delle presenze e delle reti in nazionale ― Malawi | Cronologia completa delle presenze e delle reti in nazionale ― Malawi | Cronologia completa delle presenze e delle reti in nazionale ― Malawi | Cronologia completa delle presenze e delle reti in nazionale ― Malawi | Cronologia completa delle presenze e delle reti in nazionale ― Malawi | Cronologia completa delle presenze e delle reti in nazionale ― Malawi | Cronologia completa delle presenze e delle reti in nazionale ― Malawi | Cronologia completa delle presenze e delle reti in nazionale ― Malawi |
| Data                                                                  | Città                                                                 | In casa                                                               | Risultato                                                             | Ospiti                                                                | Competizione                                                          | Reti                                                                  | Note                                                                  |
| --------------------------------------------------------------------- | --------------------------------------------------------------------- | --------------------------------------------------------------------- | --------------------------------------------------------------------- | --------------------------------------------------------------------- | --------------------------------------------------------------------- | --------------------------------------------------------------------- | --------------------------------------------------------------------- |
| 10-6-2017                                                             | Lilongwe                                                              | Malawi                                                                | 1 – 0                                                                 | Comore                                                                | Qual. Coppa d'Africa 2019                                             | -                                                                     |                                                                       |
| 25-6-2017                                                             | Moruleng                                                              | Tanzania                                                              | 2 – 0                                                                 | Malawi                                                                | Coppa COSAFA 2017 - 1º turno                                          | -                                                                     | 34’                                                                   |
| 27-6-2017                                                             | Phokeng                                                               | Malawi                                                                | 0 – 0                                                                 | Mauritius                                                             | Coppa COSAFA 2017 - 1º turno                                          | -                                                                     |                                                                       |
| 29-6-2017                                                             | Phokeng                                                               | Malawi                                                                | 0 – 0                                                                 | Angola                                                                | Coppa COSAFA 2017 - 1º turno                                          | -                                                                     |                                                                       |
| 4-9-2017                                                              | Agadir                                                                | Togo                                                                  | 0 – 1                                                                 | Malawi                                                                | Amichevole                                                            | -                                                                     |                                                                       |
| 7-10-2017                                                             | Dar es Salaam                                                         | Tanzania                                                              | 1 – 1                                                                 | Malawi                                                                | Amichevole                                                            | -                                                                     |                                                                       |
| 11-11-2017                                                            | Lilongwe                                                              | Malawi                                                                | 1 – 1                                                                 | Lesotho                                                               | Amichevole                                                            | -                                                                     |                                                                       |
| 27-3-2018                                                             | Kampala                                                               | Uganda                                                                | 0 – 0                                                                 | Malawi                                                                | Amichevole                                                            | -                                                                     |                                                                       |
| 8-9-2018                                                              | Casablanca                                                            | Marocco                                                               | 3 – 0                                                                 | Malawi                                                                | Qual. Coppa d'Africa 2019                                             | -                                                                     |                                                                       |
| 12-10-2018                                                            | Yaoundé                                                               | Camerun                                                               | 1 – 0                                                                 | Malawi                                                                | Qual. Coppa d'Africa 2019                                             | -                                                                     | 75’                                                                   |
| 30-5-2019                                                             | Umlazi                                                                | Mozambico                                                             | 1 – 1                                                                 | Malawi                                                                | Coppa COSAFA 2019 - 1º turno                                          | -                                                                     |                                                                       |
| 2-6-2019                                                              | KwaMashu                                                              | Zambia                                                                | 2 – 2 dts (4 - 2 dtr)                                                 | Malawi                                                                | Coppa COSAFA 2019 - Quarti di finale                                  | -                                                                     | 87’                                                                   |
| 7-10-2020                                                             | Lusaka                                                                | Zambia                                                                | 1 – 0                                                                 | Malawi                                                                | Amichevole                                                            | -                                                                     | 46’                                                                   |
| 16-11-2020                                                            | Blantyre                                                              | Malawi                                                                | 0 – 0                                                                 | Burkina Faso                                                          | Qual. Coppa d'Africa 2021                                             | -                                                                     |                                                                       |
| 24-3-2021                                                             | Omdurman                                                              | Sudan del Sud                                                         | 0 – 1                                                                 | Malawi                                                                | Qual. Coppa d'Africa 2021                                             | -                                                                     | 86’                                                                   |
| 29-3-2021                                                             | Blantyre                                                              | Malawi                                                                | 1 – 0                                                                 | Uganda                                                                | Qual. Coppa d'Africa 2021                                             | -                                                                     | 75’                                                                   |
| 13-6-2021                                                             | Dar es Salaam                                                         | Tanzania                                                              | 2 – 0                                                                 | Malawi                                                                | Amichevole                                                            | -                                                                     |                                                                       |
| 9-7-2021                                                              | Port Elizabeth                                                        | Malawi                                                                | 2 – 2                                                                 | Zimbabwe                                                              | Coppa COSAFA 2021 - 1º turno                                          | -                                                                     |                                                                       |
| 11-7-2021                                                             | Port Elizabeth                                                        | Mozambico                                                             | 2 – 0                                                                 | Malawi                                                                | Coppa COSAFA 2021 - 1º turno                                          | -                                                                     |                                                                       |
| 13-7-2021                                                             | Port Elizabeth                                                        | Malawi                                                                | 1 – 1                                                                 | Namibia                                                               | Coppa COSAFA 2021 - 1º turno                                          | -                                                                     |                                                                       |
| 14-7-2021                                                             | Port Elizabeth                                                        | Senegal                                                               | 2 – 1                                                                 | Malawi                                                                | Coppa COSAFA 2021 - 1º turno                                          | -                                                                     |                                                                       |
| 3-9-2021                                                              | Yaoundé                                                               | Camerun                                                               | 2 – 0                                                                 | Malawi                                                                | Qual. Mondiali 2022                                                   | -                                                                     |                                                                       |
| 7-9-2021                                                              | Soweto                                                                | Malawi                                                                | 1 – 0                                                                 | Mozambico                                                             | Qual. Mondiali 2022                                                   | -                                                                     |                                                                       |
| 8-10-2021                                                             | Soweto                                                                | Malawi                                                                | 0 – 3                                                                 | Costa d'Avorio                                                        | Qual. Mondiali 2022                                                   | -                                                                     |                                                                       |
| 11-10-2021                                                            | Cotonou                                                               | Costa d'Avorio                                                        | 2 – 1                                                                 | Malawi                                                                | Qual. Mondiali 2022                                                   | -                                                                     |                                                                       |
| 31-12-2021                                                            | Gedda                                                                 | Malawi                                                                | 2 – 1                                                                 | Comore                                                                | Amichevole                                                            | -                                                                     |                                                                       |
| 24-3-2023                                                             | Il Cairo                                                              | Egitto                                                                | 2 – 0                                                                 | Malawi                                                                | Qual. Coppa d'Africa 2023                                             | -                                                                     |                                                                       |
| 9-9-2023                                                              | Lilongwe                                                              | Malawi                                                                | 2 – 2                                                                 | Guinea                                                                | Qual. Coppa d'Africa 2023                                             | -                                                                     |                                                                       |
| Totale                                                                |                                                                       | Presenze                                                              | 28                                                                    |                                                                       | Reti                                                                  | 0                                                                     |                                                                       |